# Le Destin de Dix
Le Destin de Dix (titre original : The Fate of Ten) est un roman de science-fiction américain écrit par Jobie Hughes et James Frey (sous le pseudonyme de Pittacus Lore) et publié en 2015 puis traduit en français et publié en 2016. Il s'agit du sixième tome de la série Lorien Legacies qui en compte sept.

## Résumé
Le livre commence après la plus grosse offensive sur New-York, où Quatre et Sam aident des victimes à s'échapper et cherchent Neuf et Cinq qui ont continué à se battre.
Pendant ce temps-là, Marina, Adam et Six essayent d'abord de partir du Mexique où ils ont libéré l'entité ; ils se préparent ensuite à attaquer Setràkus Ra, et sauver Ella qui a été transformée en partie en Mogadorienne. John et Sam trouve une humaine du nom de Daniela qui possède des pouvoirs comme les Gardanes. Cinq donne rendez-vous à John à la statue de la Liberté. Si celui-ci ne vient pas, il aura une « nouvelle cicatrice ». Aidés de l'agent Walker, ils arrivent près du monument et trouvent Cinq avec un bout de métal dans le torse, Neuf inconscient à ses pieds. Après que Neuf s'est fait soigner, ils se font attaquer par le « Chasseur ». 
Du côté de Six, Adam et Marina, rejoints par Sarah, Mark et le « Gardien », l'Anubis détruit le sanctuaire. Setràkus Ra et Ella hypnotisée, entourés d'une centaine de soldats, descendent du vaisseau en se dirigeant droit vers la source. Les Gardanes tuent les soldats mais Setràkus Ra a déjà allumé sa machine qui commence à aspirer l'Entité. Cette dernière s'arrête lorsque Ella saute dans le puits de l'Entité. Son esprit sort alors de son corps pour se connecter à « Don » comme elle l'appelle. Grâce à son pouvoir, elle rassemble tous ceux possédant les pouvoirs pour leur montrer pourquoi ils se battent. 
Dans la chambre de Anciens où tous sont rassemblés, John fait un discours sur la guerre. Revenue dans son corps, Six parvient à blesser Setràkus Ra au prix de nombreuses blessures. John découvre que son don de guérison est en fait le Ximic, le don du copiage anciennement possédé par Pittacus Lore. Daniela et John parviennent à tuer le Chasseur grâce au nouveau pouvoir de Daniela. Le livre se termine par un appel de Sarah à John où celle-ci meurt.